# 謝旻 (清朝)
謝旻（？—1746年），字侣桐，号肃斋，清江南武进（今屬浙江）罗溪人。
謝嵩齡之子。早年為監生，以薦舉得官，授安塞縣令，升普安知州。不久擢刑部员外郎，改户部郎中。雍正七年（1729年），轉太常寺卿，以都察院右副都御史，署江西巡撫。任內奉詔同两江总督高其倬監修《江西通志》一百六十二卷。雍正八年（1730年）六月，升任大理寺卿，仍署江西巡撫。升工部右侍郎。雍正十二年（1734年）八月，革職。乾隆十一年（1746年）卒。